# Теблоев, Ацамаз Георгиевич
Ацамаз Георгиевич Теблоев (5 августа 2000) — российский борец вольного стиля. Мастер спорта России. Призёр чемпионата России.

## Спортивная карьера
23 марта 2017 года в Нальчике, уступив в финале Исламу Нирову из Ставропольского края, стал серебряным призёром Первенства СКФО среди юношей. 9 мая 2017 года в Иркутске, победив в финале у Ахмада Катаева из Чечни стал победителем Первенства России среди юношей. В сентябре 2017 года в Краснодаре стал бронзовым призёром Мемориала памяти Бесика Кудухова среди юниоров. В середине апреля 2018 года в Смоленске стал бронзовым призёром Первенства России среди юниоров. В июле 2018 стал третьим призёром «Турнира чемпионов» в Стамбуле. В середине июля 2018 года в Пензе стал победителем Спартакиады российской молодёжи. 9 декабря 2018 года во Владикавказе принимал участие на Международном турнире «Аланы», в котором на стадии 1/8 финала уступил Мухамагази Магомедову и покинул турнир. 6 апреля 2019 года во Владикавказе, одолев в схватке за 3 место Исмаил-Бека Нирова, стал бронзовым призёром Первенства России среди юниоров. 7 июля 2019 года в Сочи на чемпионате России в схватке за бронзовую медаль уступил Зелимхану Хизриеву из Санкт-Петербурга, заняв итоговое 5 место. 27 октября 2019 года стал бронзовым призёром международного турнир на призы Владимира Семёнова, который прошёл в Нефтеюганске, где на малый финал его соперник Тамерлан Расуев из Чечни не вышел из-за травмы. В конце ноября 2019 года во Владикавказе он стал бронзовым призёром Открытого всероссийского турнира памяти Сослана Андиева. 14 марта 2020 года в Хасавюрте, победив в малом финале Заура Козонова из Северной Осетии на туше, он стал бронзовым призёром чемпионата СКФО. 13 сентября 2020 года в подмосковном Наро-Фоминске, победив в схватке за 3 место Гамзата Алижудинова из Дагестана, стал обладателем бронзовой медали на Первенстве России среди юниоров. 18 октября 2020 года в Наро-Фоминске на чемпионате России в схватке за 3 место уступил Виталию Голоеву, второй год подряд заняв 5 место. 20 февраля 2021 года во Владикавказе, победив в малом финале Ислама Шаваева из Кабардино-Балкарии, завоевал бронзу чемпионата СКФО. 13 марта 2021 года дошёл до финала чемпионата России в Улан-Удэ, в котором уступил Сергею Козыреву из Чувашии, став серебряным призёром. 29 декабря 2021 года ему было присвоено звание мастер спорта России. В конце января 2022 года принимал участие на мемориале Ивана Ярыгина в Красноярске, где дошёл до стадии 1/4 финала, в которой уступил Тамерлану Расуеву. 4 апреля 2022 года во Владикавказе, одолев в финале Сослана Хинчагова, стал чемпионом Северной Осетии-Алании. В конце апреля 2022 года в станице Преградная Карачаево-Черкесии, победив в финале Тамерлана Кумышева из Кабардино-Балкарии, одержал победу на Всероссийском турнире среди борцов до 24 лет. 19 мая 2022 года на турнире «Иван Поддубный» в Москве в 1/4 финала уступил Лхагвагэрэлу Мунхтуру из Монголии, оставшись без медали. В конце мая 2023 года в Грозном, победив в финале Умара Исраилова из Дагестана, выиграл Всероссийский турнир памяти Дэги Багаева. 23 февраля 2024 года в Нальчике, чтиал серебряным призёром чемпионата СКФО, где в финале он уступил Умару Исраилову.

## Спортивные результаты
- Первенство России по борьбе среди юниоров 2019 — ;
- Первенство России по борьбе среди юниоров 2020 — ;
- Чемпионат России по вольной борьбе 2021 — ;